# Amadou Gueye
Amadou Gueye est le maire de Ngor, une commune du Sénégal et membre de l'Alliance pour la République (APR). 

## Biographie
Élu maire de Ngor aux élections municpales de 2014. Amadou Gueye vient à bout de la coalition du parti au pouvoir, à savoir Benno Bokk Yaakaar et le parti dirigé par Khalifa Ababacar Sall. Il rejoint l'Alliance pour la république (APR) deux ans après son élection avec l'intention de travailler avec le président Macky Sall.  

## Accusation
Il fait l'objet d'accusation pour vol de parcelle et de sept terrains de 200 mètres carrés,.